# Magnus VI.

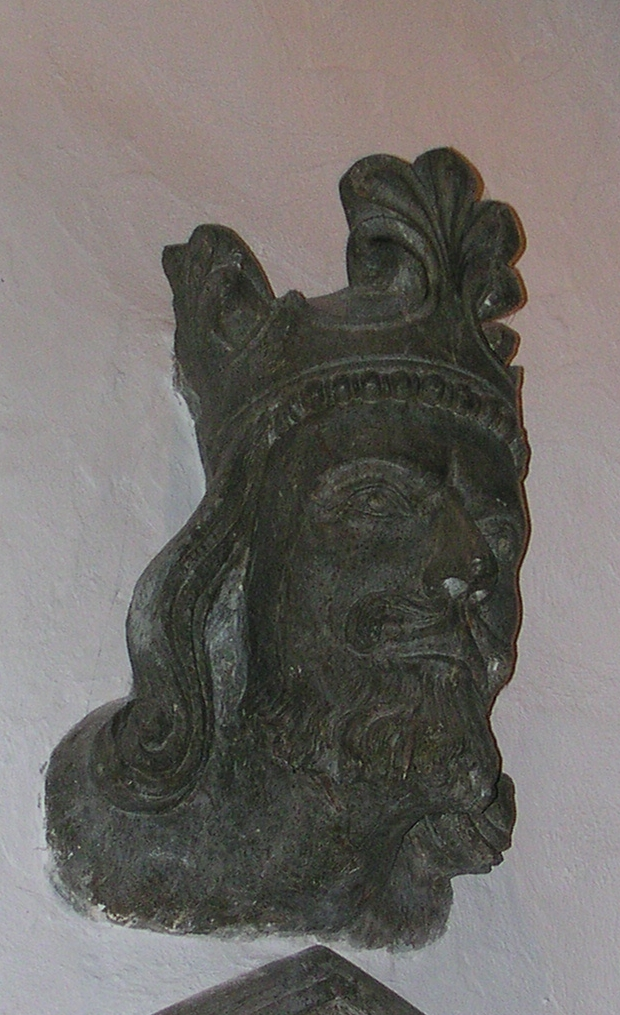
Magnus lagabøte im Dom zu Stavanger

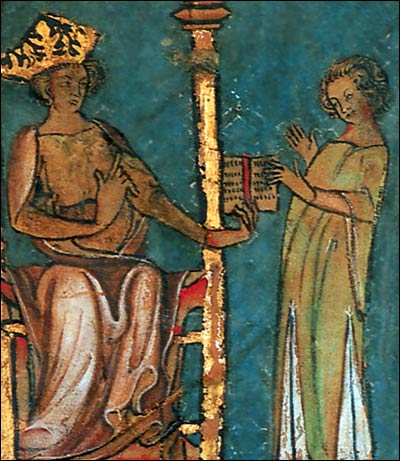
Magnus veröffentlicht das Landslov.

Magnus VI. Lagabøte Håkonsson (Magnus Lagabøte (altnordisch Magnús lagabœtir (=Gesetzesverbesserer)), Magnus Håkonsson (altnordisch Magnús Hákonarson)), (* 1. Mai 1238; † 9. Mai 1280) war von 1263 bis 1280 König von Norwegen. Er heiratete Ingeborg Eriksdatter. Mit ihr bekam er die Söhne Erik und Håkon.
Er war der Sohn Håkon Håkonssons und Margarete Skulesdatter und war verheiratet mit Ingeborg, der Tochter von Erik IV. Plogpenning von Dänemark. Er war ein gelehrter Mann, wie seine Gesetzgebungsarbeit ausweist. Den Königstitel erhielt er 1257, gekrönt wurde er 1261.
Magnus brach mit der Expansionspolitik seines Vaters und leitete Friedensverhandlungen mit Alexander III. von Schottland ein, die 1266 im Frieden von Perth endeten. Darin gab er die Insel Man und die Hebriden zu Gunsten Schottlands gegen 4000 Mark Sterling und einer jährlichen Abgabe von 100 Mark (die die Schotten seit 1270 aber nicht bezahlten) auf. Im Gegenzug erkannte Schottland die norwegische Herrschaft über die Orkneys und die Shetlandinseln an. Der Grund für diesen Frieden lag auch im norwegisch-englischen Handelstraktat von 1223. Der Handel zwischen England und Norwegen litt unter dem Krieg, und die englischen Kaufleute drängten auf Frieden.
Seinen Beinamen erhielt er wegen seiner großen Gesetzesreform. Auf den Thingversammlungen des Jahres 1274 wurde das neue Landrecht (Landslov), auf denen des Jahres 1276 das neue Stadtrecht (bylov) verabschiedet. Es wurde auch für Island und die Färöer angepasst. In einem neuen hirðskrá wurden auch die Pflichten und Privilegien der Aristokratie neu definiert. Als er allerdings auch in die Rechtsverhältnisse der Kirche eingriff, traf er auf den Widerstand Erzbischof Jon Raudes. Das führte zu langwierigen Auseinandersetzungen zwischen Staat und Kirche, die dann 1277 in Tønsberg mit einem Vergleich beigelegt wurden.
Seine pragmatische Einstellung kam auch im Erbfolgestreit um seine Frau Ingeborg zum Ausdruck, den er ohne kriegerische Auseinandersetzung mit Dänemark friedlich beilegen konnte. In den 1270ern versuchte er, allerdings erfolglos, in den Thronstreitigkeiten in Schweden zu vermitteln. Er begründete die norwegische Diplomatie als eigenen Apparat.
Im Mai 1280 starb der große Reformer Norwegens im Alter von 42 Jahren.